# یوکو یوندا (شناگر موزون، زاده ۱۹۷۵)
یوکو یوندا (انگلیسی: Yoko Yoneda؛ زادهٔ ۲۲ سپتامبر ۱۹۷۵) شناگر موزون اهل ژاپن است.